# Teigetje (Winnie de Poeh)

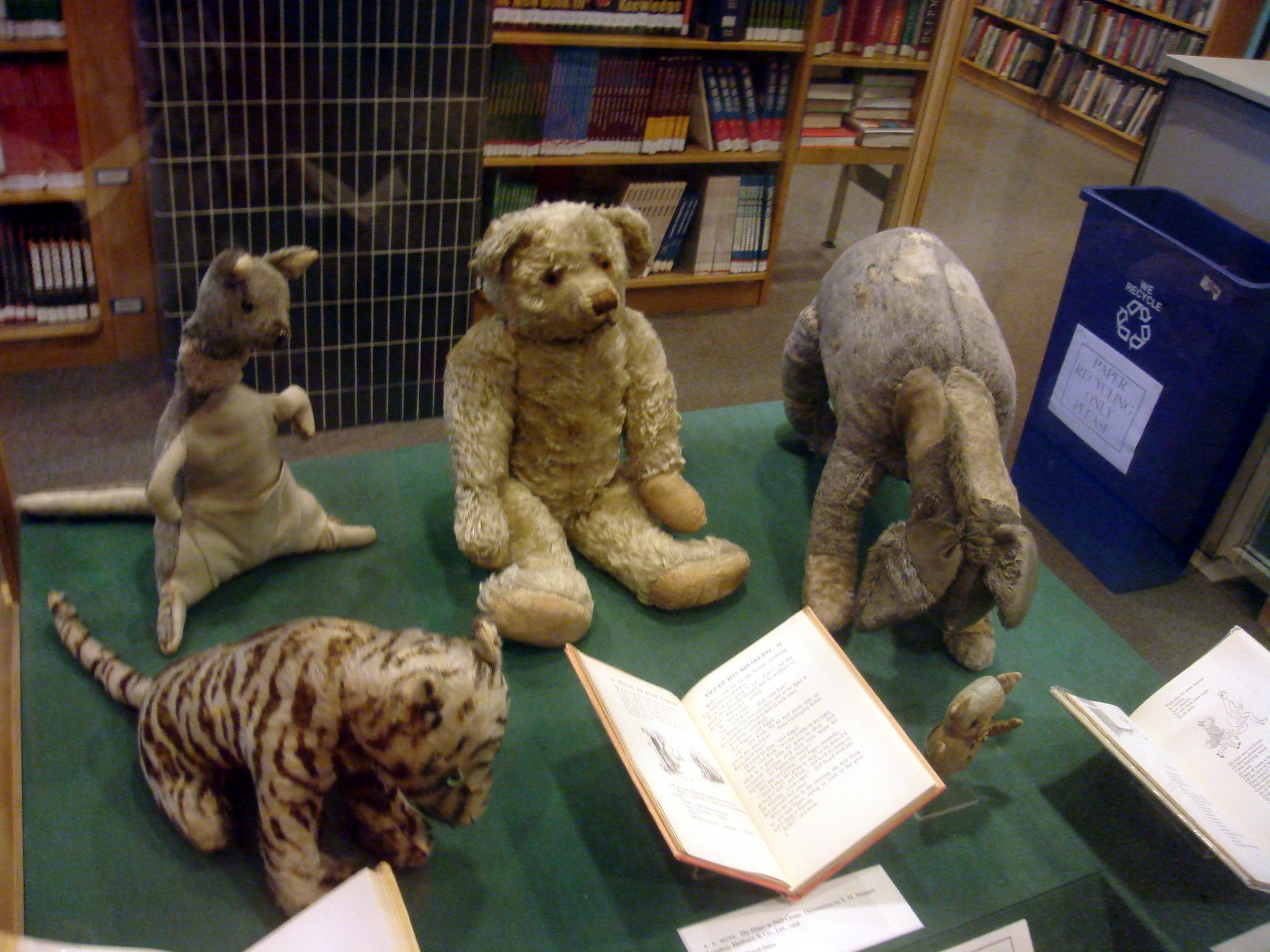
De originele Tigger pluchen speelgoedtijger waarop A.A. Milne zich baseerde bij het uitdenken van de personages. Teigetje (Tigger) is vooraan links. De knuffeldieren worden tentoongesteld in New York

Teigetje (Engels: Tigger) is een personage uit de verhalen rond Winnie de Poeh van A.A. Milne. Teigetje is een antropomorfische speelgoedtijger die geïntroduceerd werd in het boek The House at Pooh Corner uit 1928. Hij houdt heel erg van stuiteren, vooral onverwachts bovenop zijn vrienden, vaak tot hun grote irritatie. Soms richt hij in zijn enthousiasme ook grote schade aan bij zijn vrienden. Vooral Konijn heeft veel last van Teigetjes gestuiter en doet vaak vergeefse pogingen om hem te laten stoppen met stuiteren. Teigetje is vooral goed bevriend met Roe.
Teigetje zingt regelmatig het nummer The Wonderful Thing About Tiggers (geschreven door de Sherman Brothers), een nummer waarin hij verklaart blij te zijn dat hij de enige in zijn soort is is. Teigetje roept vaak: "Hooh, hooh, hooh, hooh!"
Teigetje heeft, naast de rol die hij speelt in de avonturen van Winnie de Poeh, een eigen film genaamd Teigetjes Film (Engels: The Tigger Movie), waarin hij op zoek gaat naar zijn familie. De Engelse stem van Teigetje werd oorspronkelijk ingesproken door Paul Winchell. In 2000 heeft Disney besloten dat Winchells stem niet meer geschikt was voor Teigetje. Sindsdien neemt Jim Cummings de rol van Teigetje voor zijn rekening. De eerste Nederlandse stem van Teigetje werd ingesproken door Coen Flink. Later nam Frits Lambrechts de rol over. Sinds Teigetjes Film wordt Teigetje ingesproken door Kees van Lier, omdat Disney besloot dat de stem van Lambrechts te oud werd.